# PGC 24469
LEDA/PGC 24469 ist eine Spiralgalaxie mit ausgedehnten Sternentstehungsgebieten vom Hubble-Typ Sc im Sternbild Krebs am Nordsternhimmel. Sie ist schätzungsweise 90 Mio. Lichtjahre von der Milchstraße entfernt. Gemeinsam mit NGC 2648 bildet sie das im Atlas of Peculiar Galaxies katalogisierte, interaktive Galaxienpaar Arp 89.
Das Objekt wurde am 19. März 1784 von William Herschel entdeckt.